# Siridapha ophionea
Siridapha ophionea är en tvåvingeart som beskrevs av Günther Enderlein 1942. Siridapha ophionea ingår i släktet Siridapha och familjen Pyrgotidae. Inga underarter finns listade i Catalogue of Life.